# Parafia Przenajświętszej Trójcy w Przystajni
Parafia Przenajświętszej Trójcy w Przystajni – parafia rzymskokatolicka w Przystajni. Należy do Dekanatu Truskolasy archidiecezji częstochowskiej. Została utworzona w 1406 roku. Parafię prowadzą księża diecezjalni.